# Wilhelm Stoeltzner (Maler)

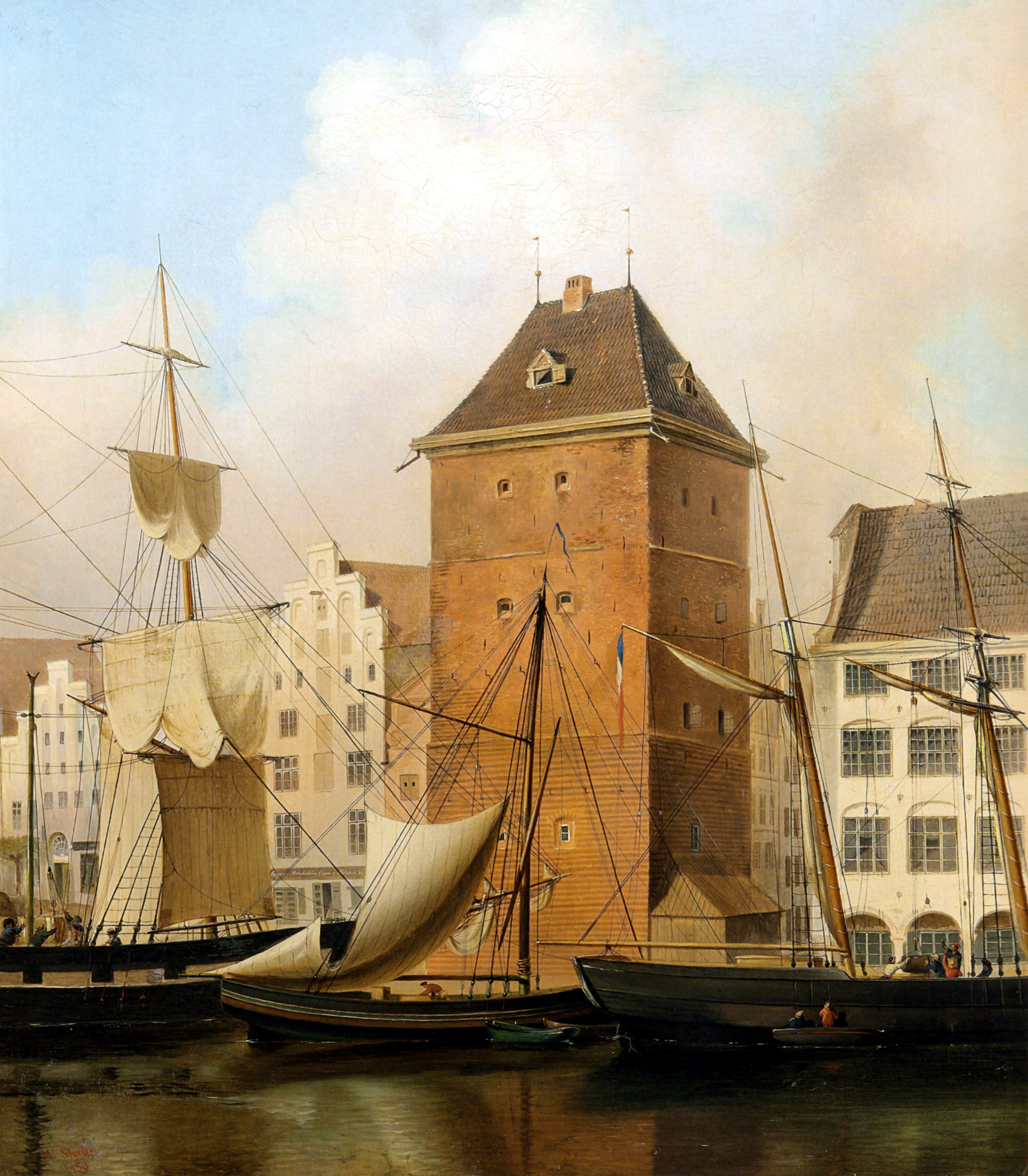
Blauer Turm zu Lübeck

Kinderhospital Lübeck
Foto von W. Stöltzner um 1860

Wilhelm Heinrich Stoeltzner, auch Stöltzner (* 14. März 1817 in Lübeck; † 11. Oktober 1868 ebenda) war ein deutscher Maler und Gebrauchsgraphiker.

## Leben
Wilhelm Stoeltzner war ein Sohn des Buchhalters Johann Ludolph Heinrich Stöltzner und dessen Frau Anna Agnes Louise, geb. Fleischer. Er begann seine Ausbildung an der Lübecker „Freien Zeichenschule“, an der er 1837 einen 2. Preis für Freihandzeichnen erhielt. Um 1840 studierte er an der Berliner Kunstakademie. 1844 zeigte er auf der Akademieausstellung eine Gouache Ausritt auf eine Tigerjagd in Indien und ein Ölbild der Heilands-Kirche zu Sacrow. In den Berliner Adressbüchern war er vertreten als „Architektur- und Porträtmaler, Lehrer der Perspektive und des Ornamentzeichnens.“
Um 1850 wurde er wieder in Lübeck ansässig. Lübecker Bürger wurde er jedoch erst 1866, da er zuvor Berliner Heimatrecht besaß. In Lübeck wirkte er neben seiner freiberuflichen Arbeit als Zeichenlehrer an der Gewerbeschule und zeitweise auch am Katharineum. Er fertigte Gebrauchsgraphik, etwa Plakate, Etiketten und Vorlagen für Stiche, Veduten aus Lübeck und Umgebung sowie Bildnisse und Genrebilder. Zudem war auch als Fotograf tätig. Arbeiten finden sich in Lübecker Privatbesitz. 
Familie
Wilhelm Stoeltzner heiratete 1845 in Berlin Louise Auguste Amalie, geb. Hoffmann (1820–1850). Nach deren frühem Tod heiratete er in zweiter Ehe 1852 in Rensefeld/Ostholstein Margarete Johanna, geb. Kastmann (* 1820), Tochter eines Bad Schwartauer Fabrikanten. Beiden Ehen entstammten mehrere Kinder. Der Sohn (Ferdinand Eduard) Heinrich Stoeltzner (1846–1930) wurde als Lithograf tätig. Er war der Vater des in Halle, Königsberg i. Pr. und Berlin wirkenden Professors für Kinderheilkunde Wilhelm Stoeltzner (1872–1954).